# Parcul Național Orhei
Parcul Național Orhei este unul din cele două parcuri naționale ale Republicii Moldova. Are statut de instituție publică, conform legislației Republicii Moldova. Crearea parcului a fost susținută de PNUD și Fondul Global de Mediu. În 2012 a fost inaugurat primul traseu ecoturistic care unește Casa-Muzeu „Alexandru Donici” și Mănăstirea Curchi; acesta a fost marcat ca atare în 2021.

## Istorie și locație
Instituția Publică Parcul Național „Orhei” este persoana juridică de drept public luată la evidența de stat la 19 noiembrie 2020, de către Agenția Servicii Publice, fondată prin Hotărârea Parlamentului nr. 201/2013 „Privind fondarea Parcului Național „Orhei” și care activează în baza Hotărârii Guvernului nr. 923/2014 pentru aprobarea Regulamentului de funcționare a Parcului Național „Orhei”. Parcul național  este amplasat în  zona centrală a Republicii Moldova, la o distanță de 46 km nord de orașul Chișinău. Suprafața totală constituie 33792,09 ha și reieșind din scopul și obiectivele stabilite, teritoriul este divizat în 4 zone de management, fiecare având un regim corespunzător:
- A. Zona de protecție integrală, cu suprafața totală de 992,4 ha;
- B. Zona de protecție și recreație de scurtă durată, cu suprafața totală de 16836 ha;
- C. Zona de recreere, destinată unui agrement de lungă durată, cu suprafața totală de 723 ha;
- D. Zona economică, cu suprafața totală de 15240,69 ha.

Obiectivele de activitate ale Parcului Național ”Orhei” sunt:
- asigurarea conservării biodiversității
- menținerea și îmbunătățirea calității serviciilor ecosistemice
- menținerea diversității genetice a plantelor
- promovarea agriculturii ecologice
- restabilirea pădurilor, pășunilor, luncilor
- conservarea resurselor de apă,
- sporirea activităților de recreare și valorificarea potențialului turistic

Parcul național se află în zona Podișului Central Moldovenesc, în hotarele administrativ-teritoriale ale raioanelor Orhei, Strășeni, Călărași și Criuleni, cuprinzând total sau parțial 18 localități, printre care: Ghetlova, Morozeni, Neculăieuca, Ivancea, Persecina, Donici, Teleșeu, Pohorniceni, Puțintei, Trebujeni, Seliște, Vatici, Codreanca, Romănești, Țigănești, Bravicea, Săseni și Mașcăuți. Nucleele principale sunt rezervația cultural-naturală „Orheiul Vechi”, rezervația peisagistică Trebujeni, segmentul de pădure Curchi cu mănăstirea omonimă și rezervația peisagistică Țigănești cu mănăstirea Țigănești..

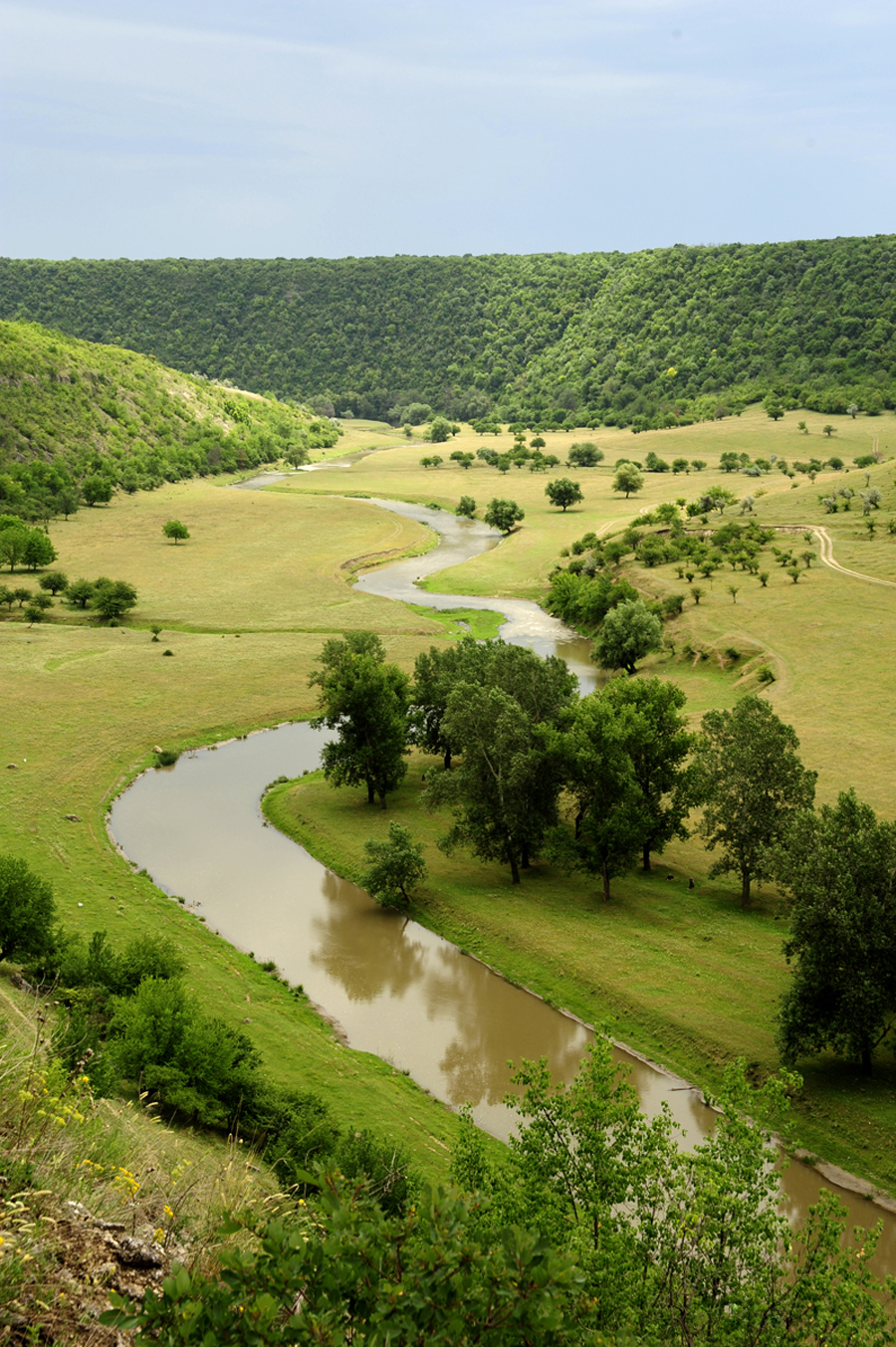
Rezervația peisagistică Trebujeni
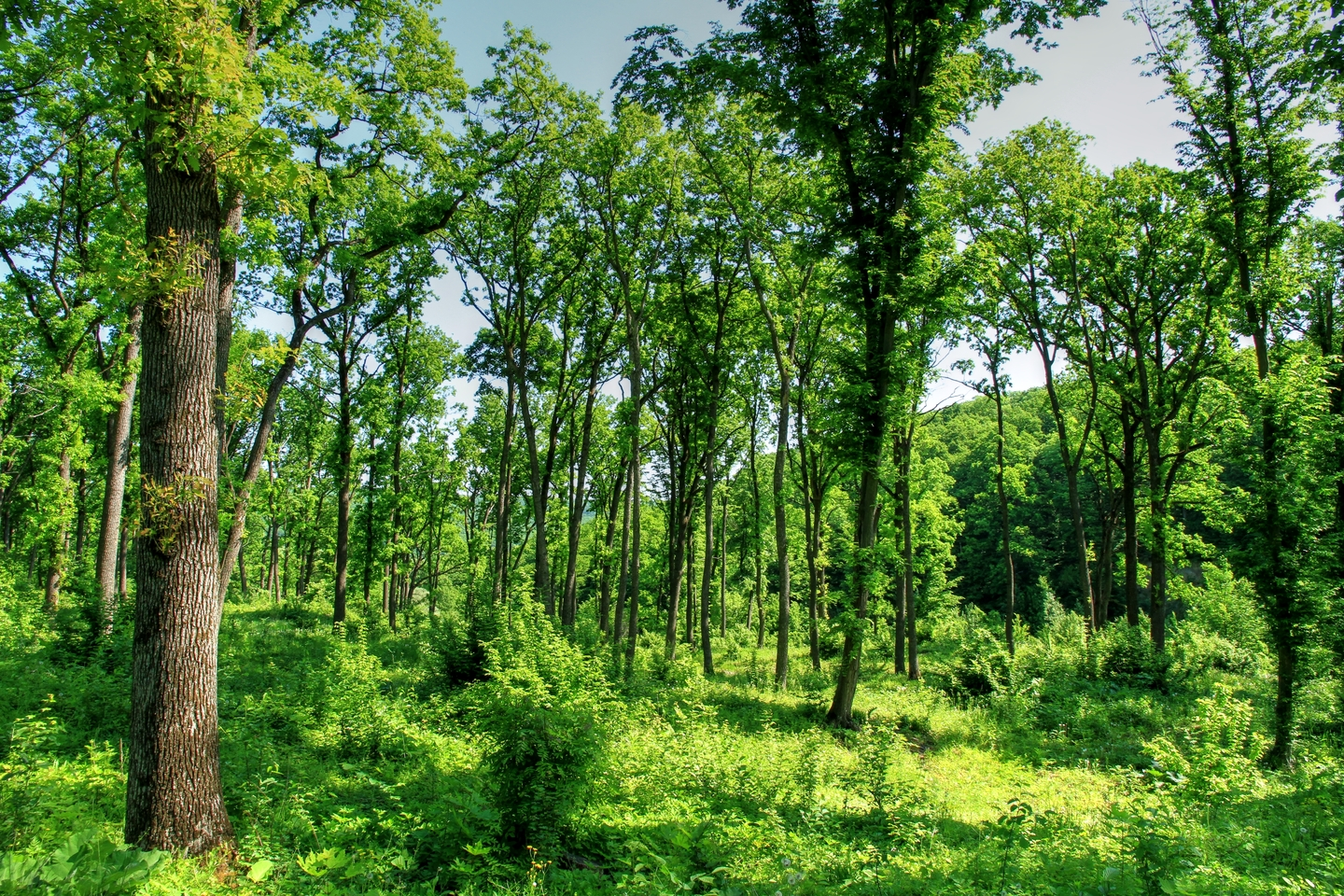
Rezervația peisagistică Țigănești
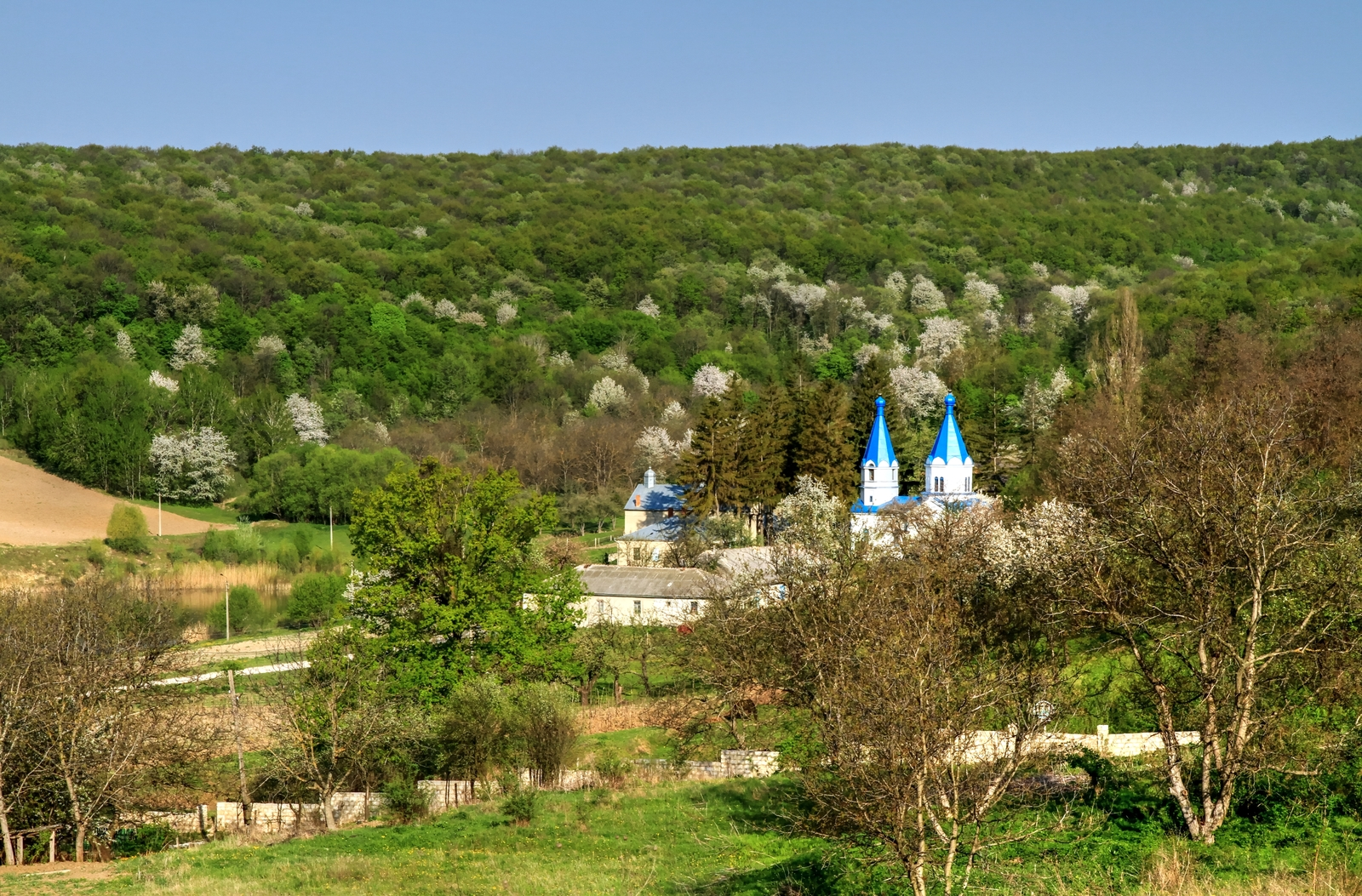
Mănăstirea Țigănești
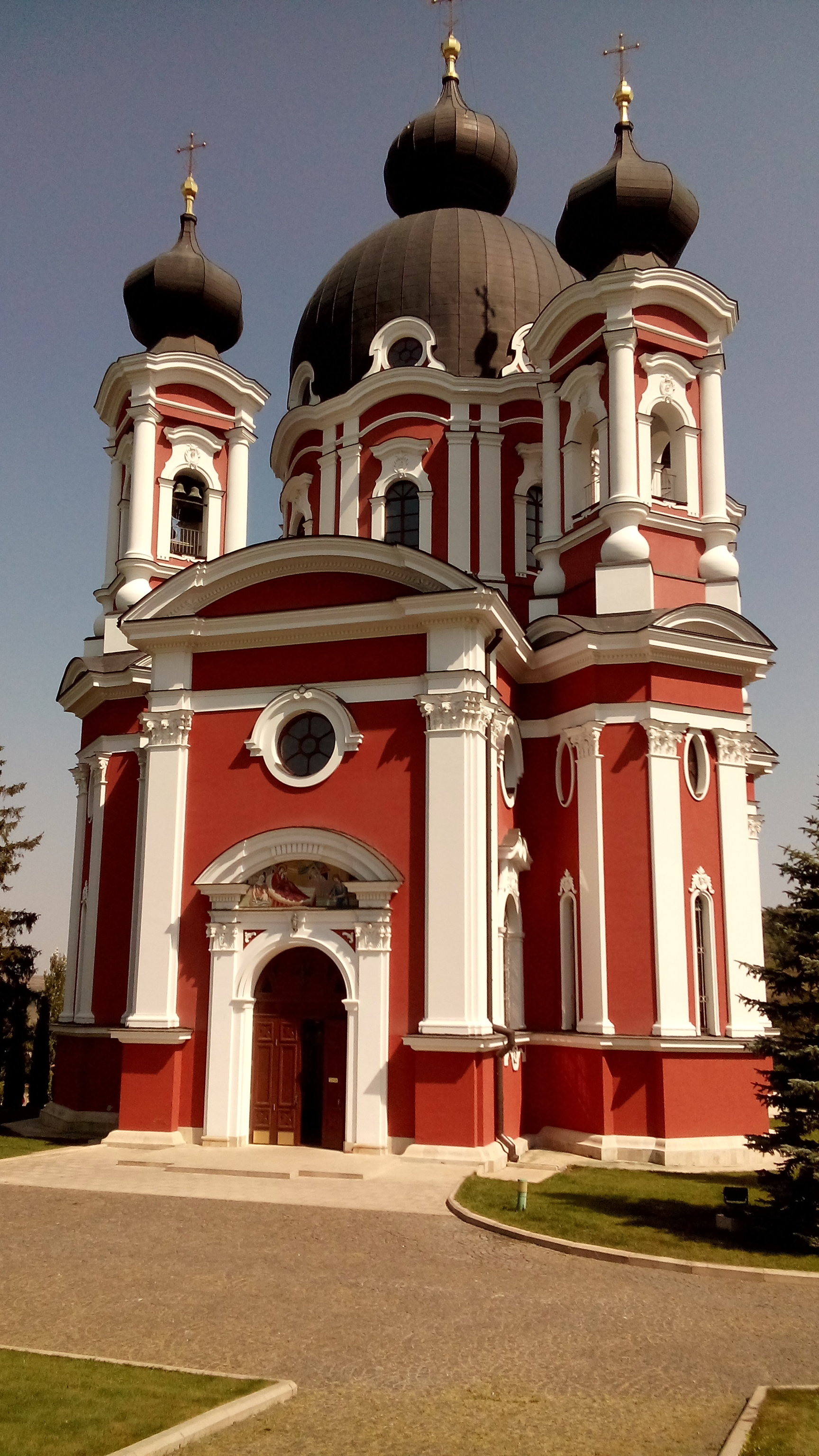
Mănăstirea Curchi
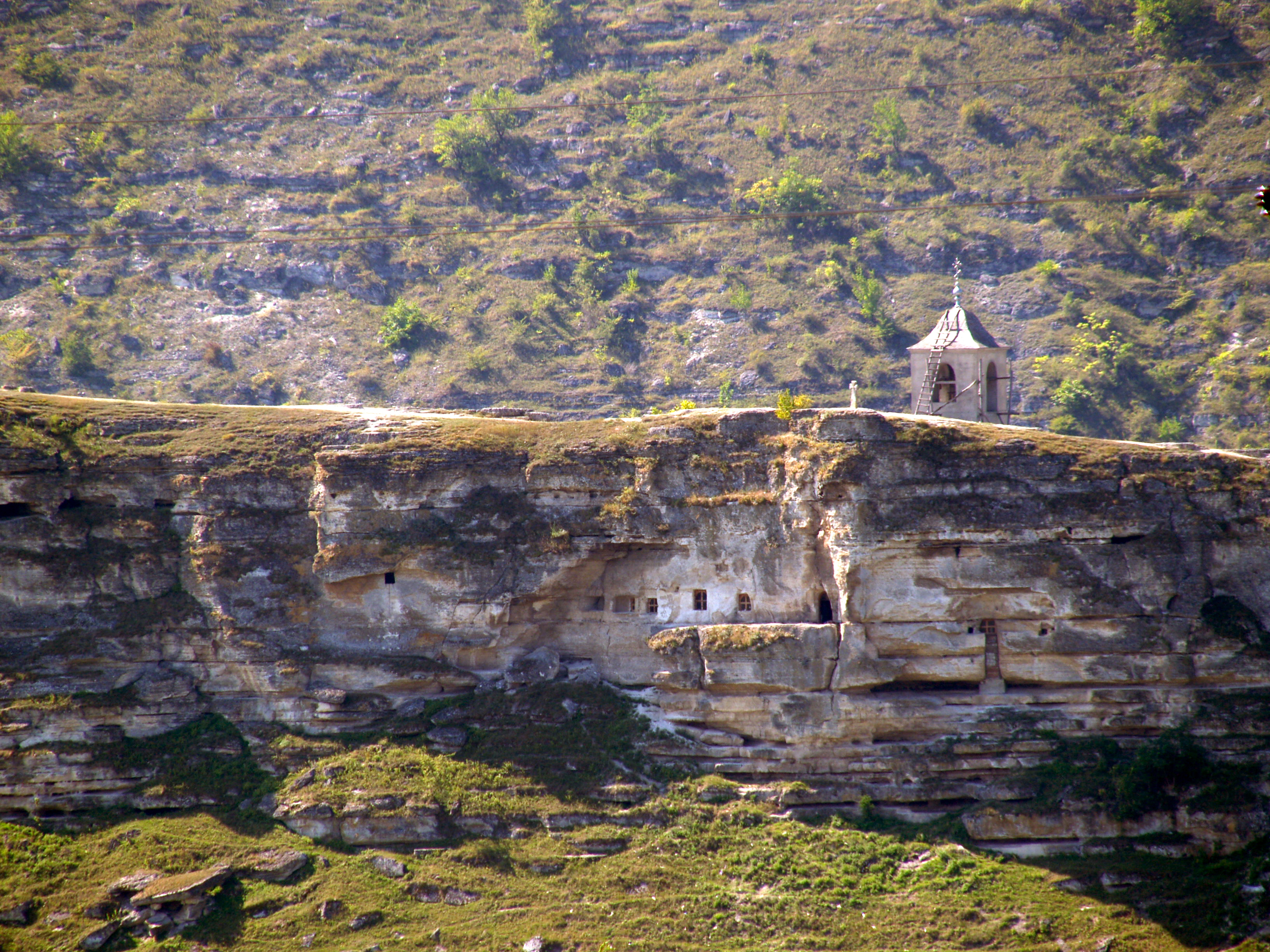
Orheiul Vechi

## Floră și faună

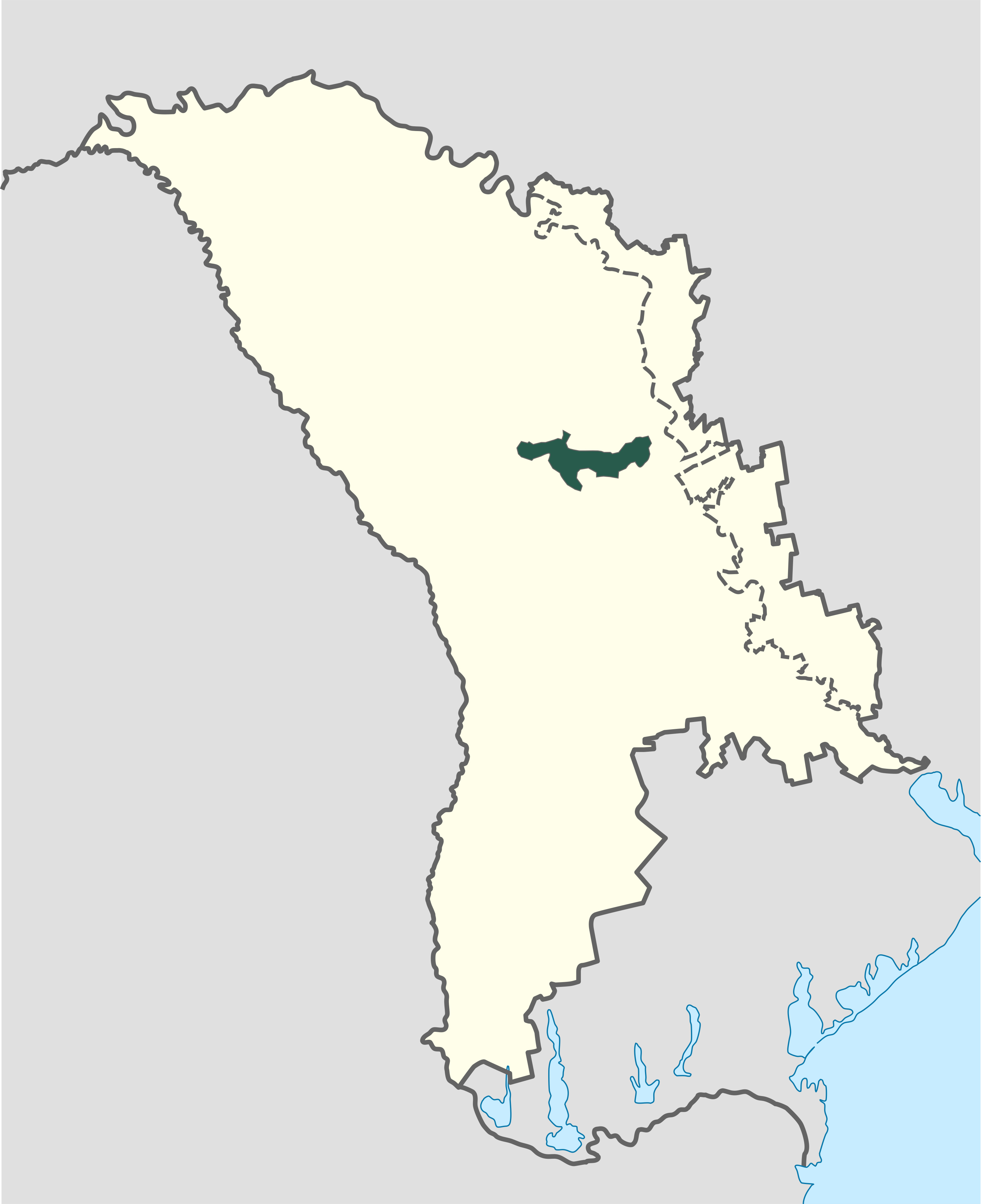
Amplasarea parcului în Republica Moldova

Parcul Național Orhei beneficiază un regim special de protejare și conservare a speciilor de plante și animale sălbatice, elementelor și formațiunilor cu valoare ecologică, științifică, recreațională și culturală deosebită, amplasate în această zonă. Varietatea condițiilor naturale locale de relief și climă au determinat diversitatea a florei și faunei din Parcul Național Orhei, unde au fost inventariate peste 700 de specii de floră ce aparțin la 334 genuri și 80 familii din încrengăturile Pteridophyta (0,2%) și Magnoliophyta (98,0%). 

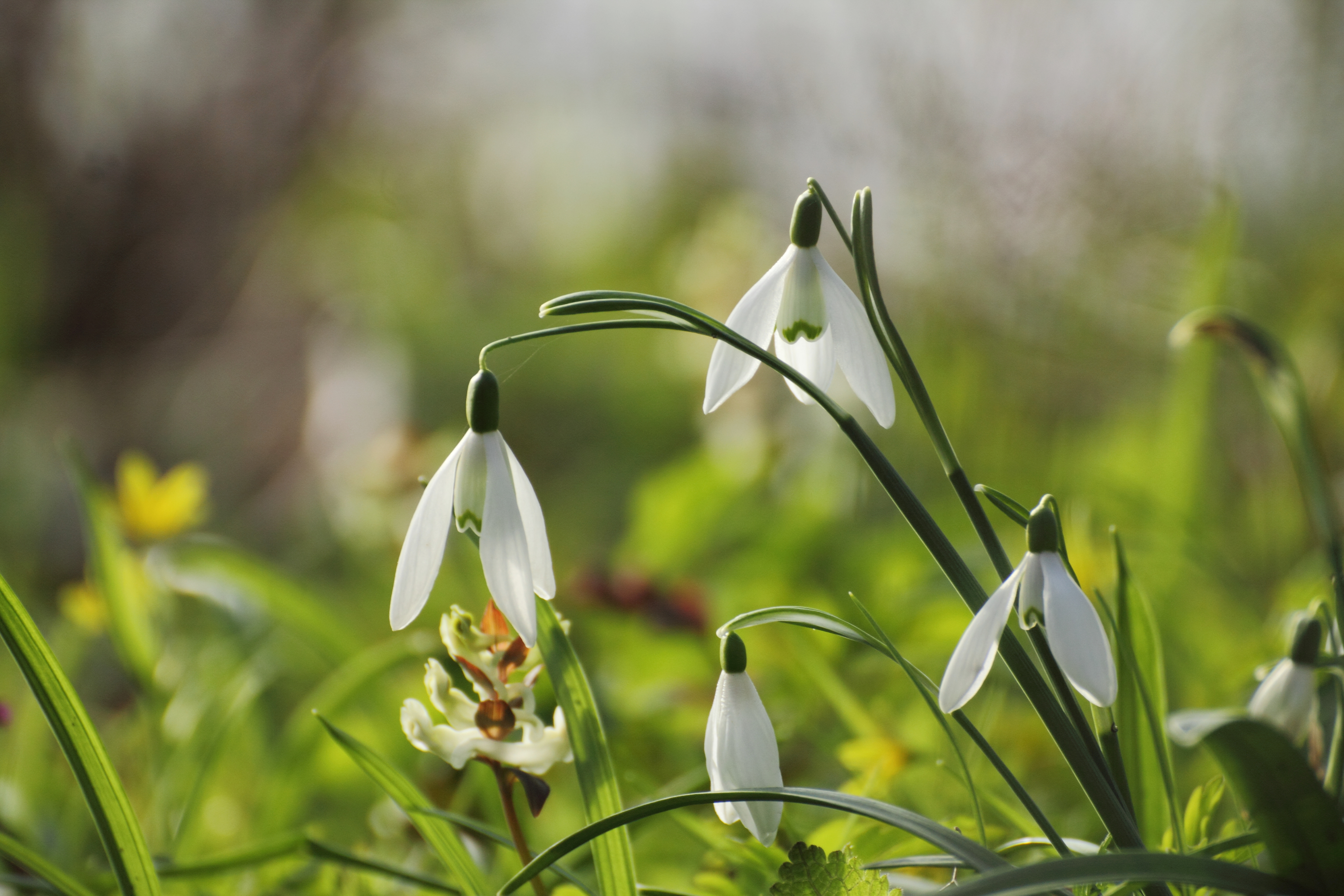
Galanthus nivalis

Toate aceste specii au un potențial fitoeconomic valoros, în limitele ei fiind evidențiate 6 categorii de plante utile: ornamentale, medicinale, melifere, alimentare,industriale și furajere. Rezultatele investigațiilor efectuate privind diversitatea floristică denotă prezența tuturor elementelor reprezentative și rare, confirmînd importanța națională și internațională a acestei arii pentru protecția diversității biologice. Astfel în flora parcului au fost evidențiate 52 specii de plante rare cu diferit grad de periclitare în conformitate cu Uniunea Internațională de Conservare a Naturii IUCN. Dintre speciile de plante rare, 52 specii sînt ocrotite de stat, 29 specii sunt incluse în Cartea Roșie a Republicii Moldova, iar 5 specii sunt protejate și în afara hotarelor republicii. Astfel, sunt comune pentru Lista Roșie a României și Cartea Roșie a Ucrainei: papucul doamnei (Cypripedium calceolus L.), ghiocelul (Galanthus nivalis L.), fiind ocrotite, inclusiv la nivel european prin Directiva Consiliului Europei nr.92/43/EEC/1992 (Habitate). Totodată specia Cypripedium calceolus L., este inclusă în anexa Convenției de la Berna. Laleaua pestriță (Fritillaria meleagris L.) face parte din Lista Roșie a României, iar din Cartea Roșie a Ucrainei fac parte mlăștinița (Epipactis helleborine (L.) Crantz.) și clocotișul (Staphyllea pinnata L.). Prezintă un interes științific deosebit 13 specii rare de plante relicte tipice: rodul pămîntului (Arum orientale Bieb.), sparanghelul (Asparagus verticillatus L.), curpenul de pădure (Clematis vitalba L.), papucul doamnei (Cypripedium calceolus L.), feriga de stîncă (Cystopteris fragilis (L.) Bernh.), iarba ciutei (Doronicum hungaricum Reichenb. fil.), feriga comună (Dryopteris filix-mas (L.) Scott), colțișorul pentafoliat (Dentaria quinquefolia Bieb.), lopățeaua (Lunaria rediviva L.), salvie (Salvia glutinosa L.), mutulica (Scopolia carniolica Jacq.), iarbă neagră (Scrophularia vernalis L.), clocotișul (Staphylea pinnata L.).

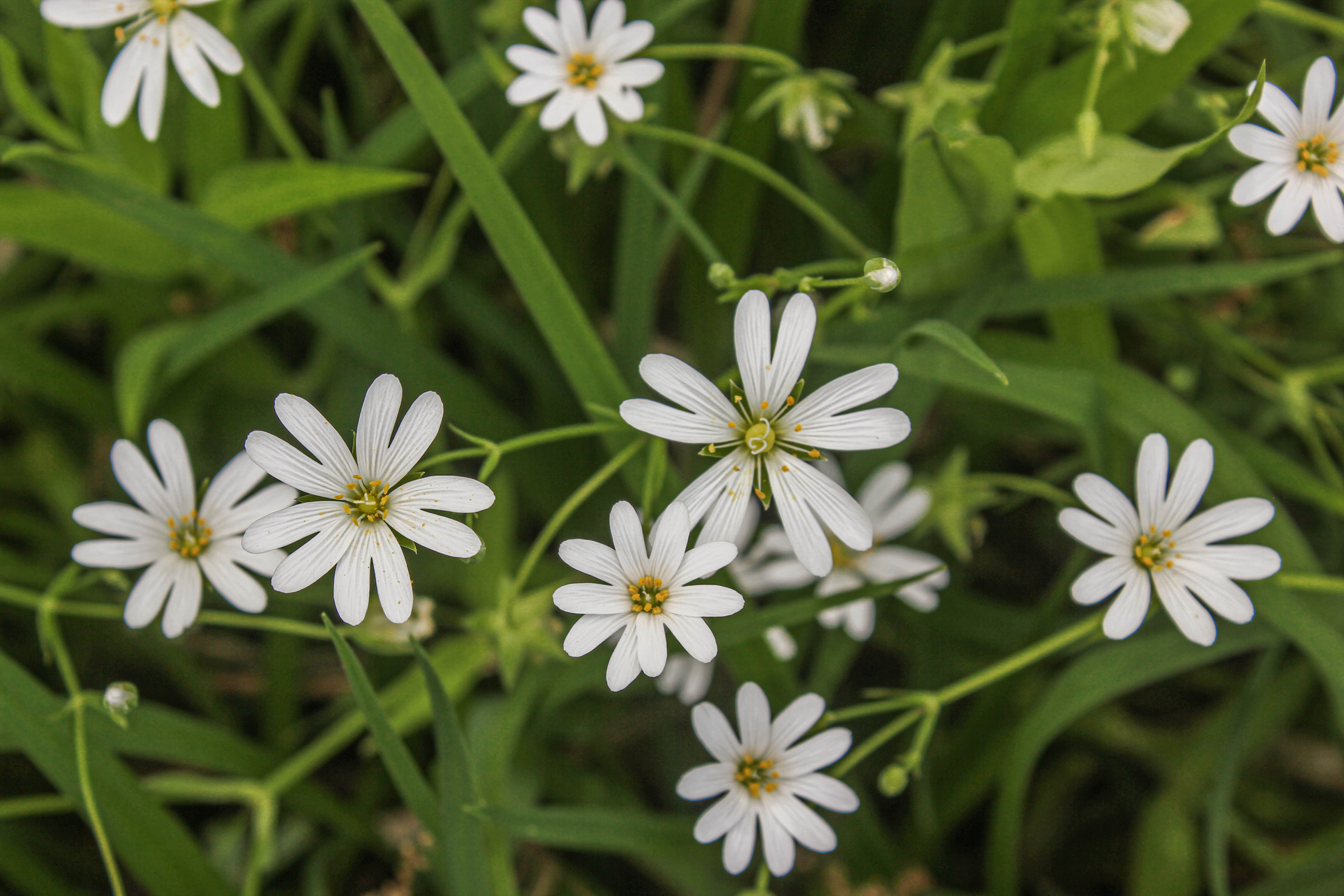
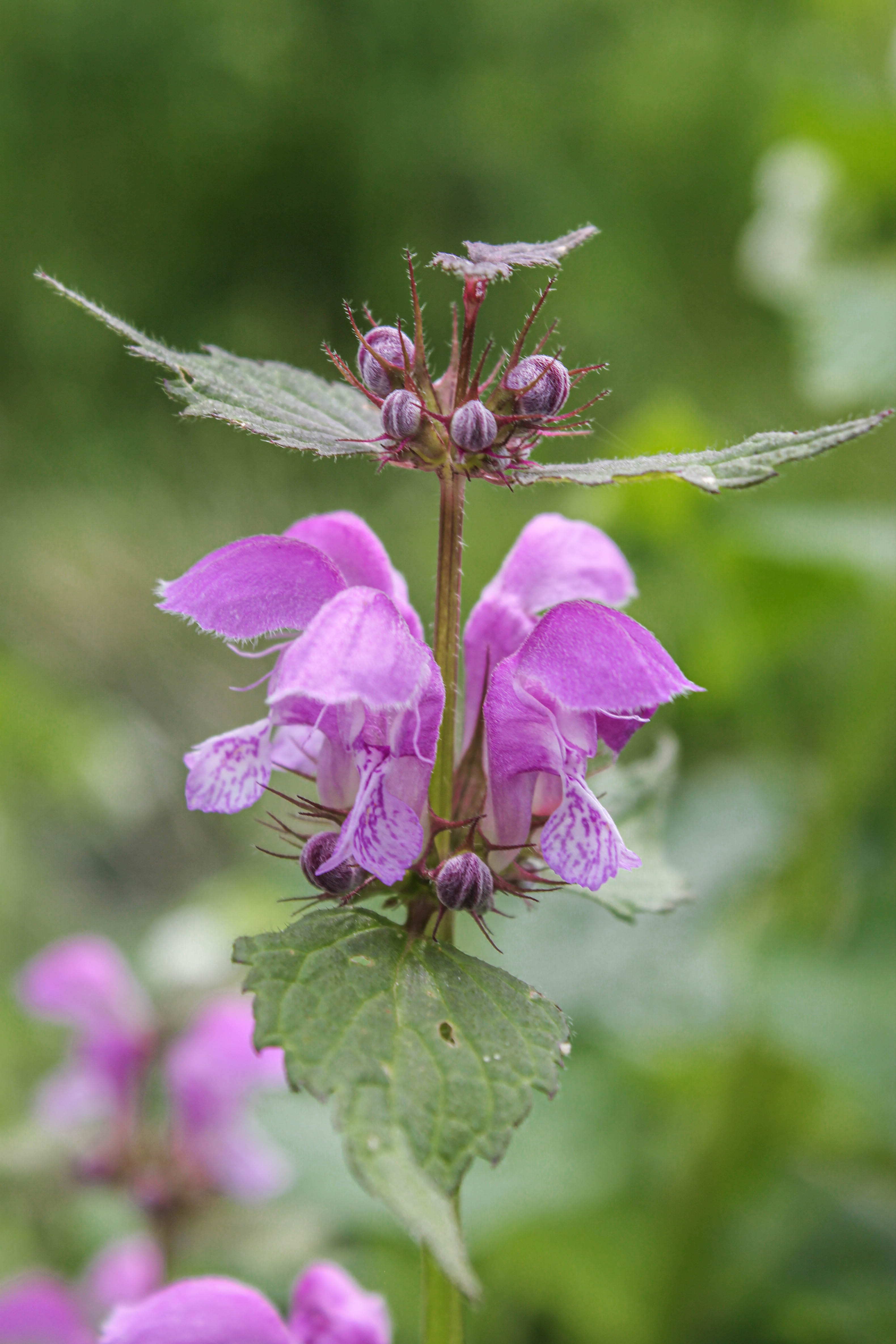
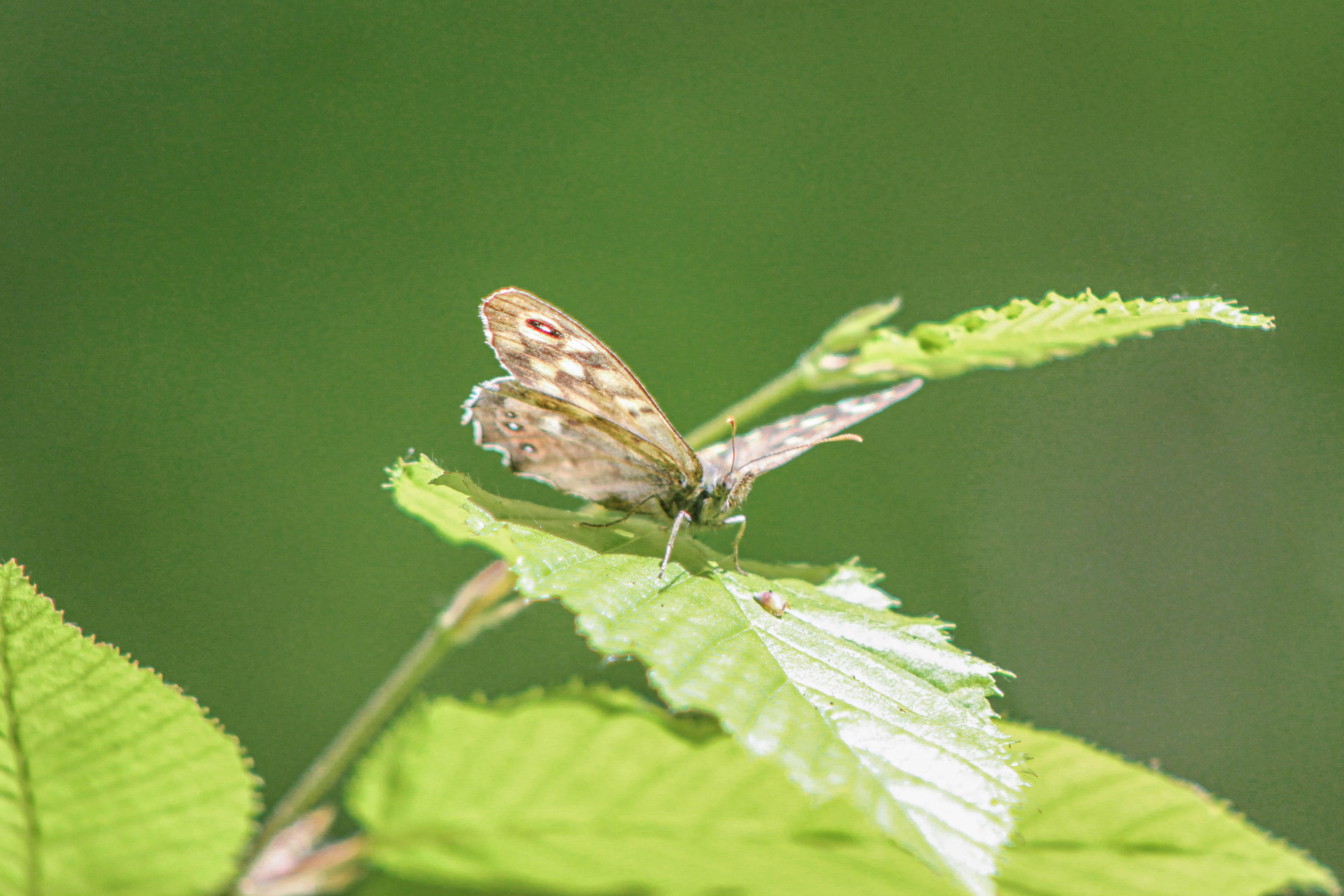
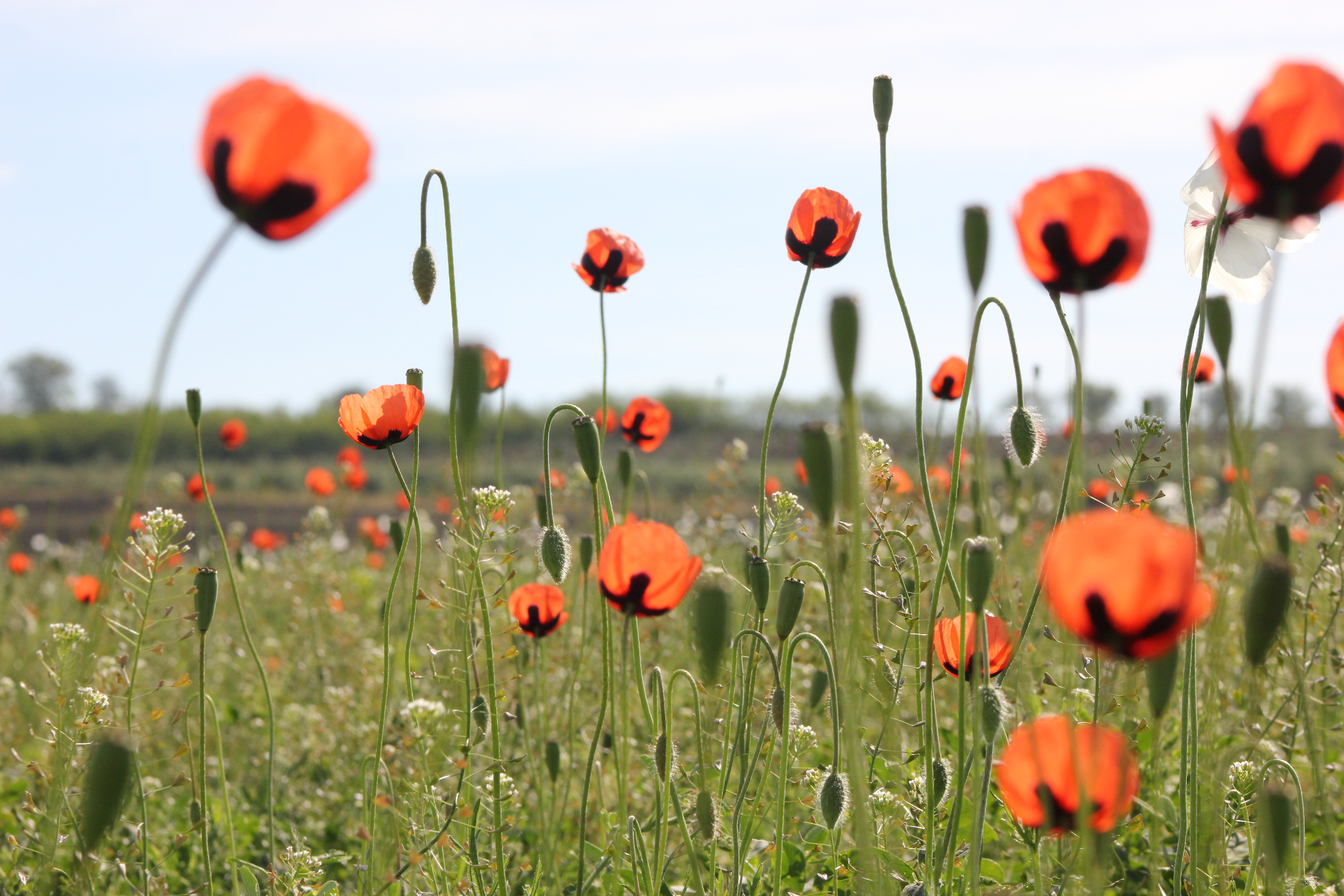
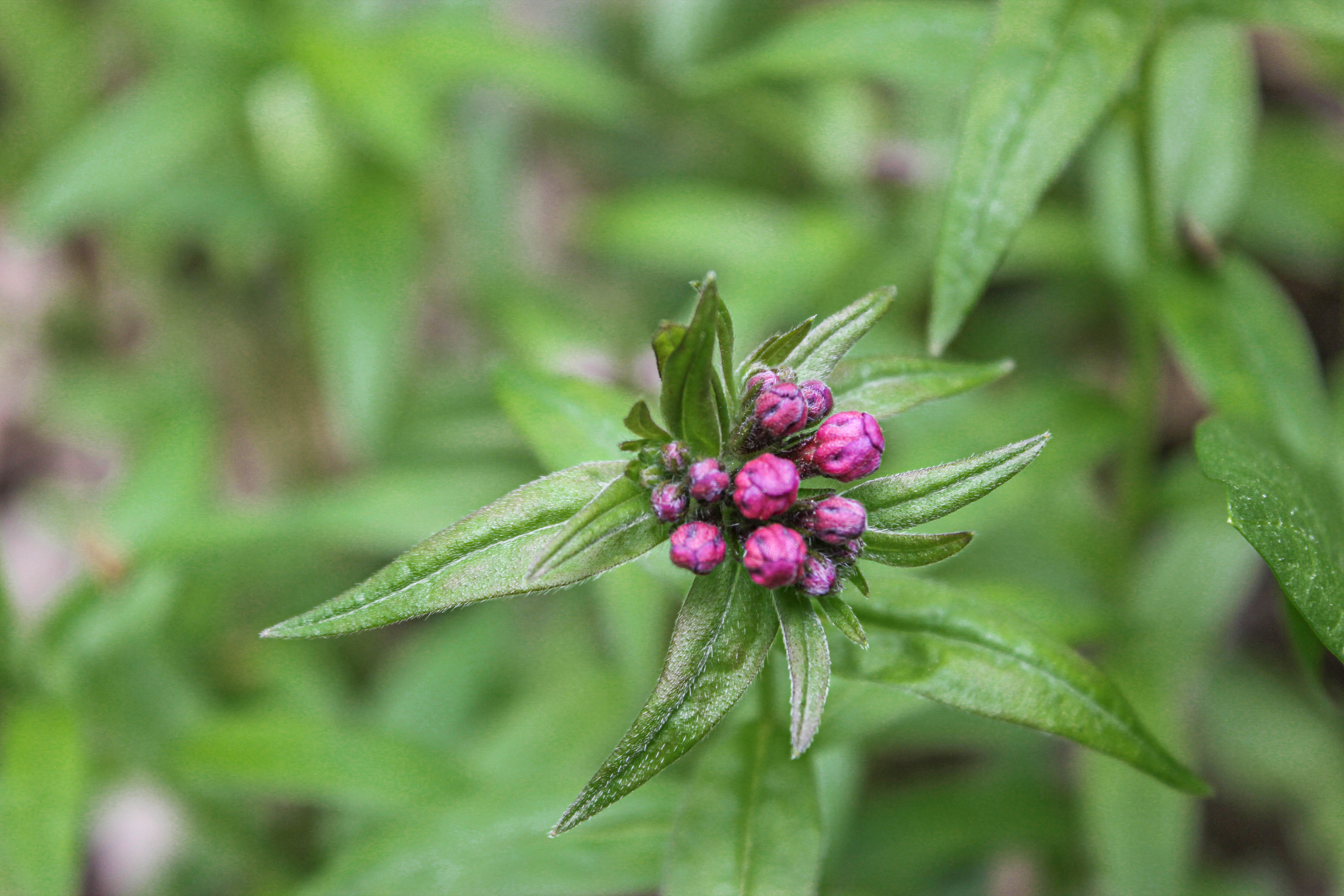